# Shishunki Renaissance! David-kun
Shishunki Renaissance! David-kun (思春期ルネサンス! ダビデ君?) è un manga scritto e disegnato da Yuushin Kuroki, e pubblicato sulla rivista Weekly Shōnen Jump della Shūeisha a partire dal 15 settembre 2018.

## Trama
David è uno studente dell'istituto superiore Louvre follemente innamorato della sua compagna di classe Venere. Aiutato dal suo amico Manneken Pis cercherà
di avvicinarsi a Venere e affrontare i duri problemi della vita adolescenziale.

## Personaggi
David
Protagonista dell'opera con le fattezze del David di Michelangelo.
Venere
Studentessa dell'istituto superiore Louvre con le fattezze della Venere di Botticelli.
Manneken Pis
Migliore amico di David, ha le sembianze del putto Manneken Pis.
Monna Lisa
Migliore amica di Venere con le fattezze della Monna Lisa di Leonardo.

## Volumi
In quanto inedito in edizione italiana, i titoli del capitoli del manga non sono ufficiali ma una mera traduzione dei titoli originali.
| 1 | 4 gennaio 2019 | ISBN 978-4-08-881670-8 |
| 1 | Capitoli - 1. Amore adolescenziale non corrisposto! David! - 2. Calcio adolescenziale - 3. La prima volta di David - 4. La tanto chiacchierata Monna Lisa-san - 5. Bocca della verità - 6. La fase ribelle di David - 7. Sfida da Golia, il gigante - 8. Venere in spiaggia - 9. Mega Jaws vs David                                       |                        |
| 2 | 4 marzo 2019 | ISBN 978-4-08-881755-2 |
| 2 | Capitoli - 10. Rinascimento ribelle! Leda-chan! - 11. Re Cheope della porta accanto - 12. Superare la verifica di fine anno - 13. Il romanzo d'amore di Monna-san - 14. Libertà!!! - 15. Easy Rider - 16. La scorciatoia segreta di Venere-san - 17. Grasso è il sapore - 18. Un altro confronto del coraggio - 19. Determinazione estiva |                        |
| 3 | 4 giugno 2019 | ISBN 978-4-08-881862-7 |
| 3 | Capitoli - 20. Estate con voi - 21. L'arrivo di Narciso - 22. Leda e il cigno - 23. Più prezioso dell'oro - 24. Reinassance Rhapsody - 25. Narcisismo rinascimentale! Il signor Nar! - 26. Gli sport del liceo Louvre - 27. Corri, David, corri!!                                                                                         |                        |
| 4 | 4 luglio 2019 | ISBN 978-4-08-882018-7 |
| 4 | Capitoli - 28. Destino di patate arrosto - 29. Halloween da incubo - 30. Il Festival Culturale del liceo Louvre - 31. Il grande piano di Natale - 32. Persino sotto la pioggia battente - 33. Perché hai il mio supporto - 34. Salve, amico mio - 35. David e Venus                                                                       |                        |